# Bordenberg
Der Bordenberg ist ein 257 m ü. NHN hoher Berg im nordwestlichen Odenwald, südwestlich von Trautheim, einem Ortsteil von Mühltal im südhessischen Landkreis Darmstadt-Dieburg.

## Beschreibung
Der Bordenberg liegt in der Waldgemarkung Mühltal und ist stark bewaldet. Ca. 700 m nordöstlich befindet sich der Lindenberg. Südlich des Bordenbergs befindet sich der Schleifberg, westlich der Büchelsberg. Am Nordwesthang befindet sich der „Ludwigsbrunnen“.

## Toponyme
1. 1666: Bohrtberg
2. 1697: am Borde Berg
3. undatiert: Am Bordenberg
4. heute: Bordenberg

## Etymologie
Althochdeutsch und Mittelhochdeutsch bort mit der Bedeutung „Brett, Schiffsplanke, Rand“.